# Endoftalmite
L'endoftalmite è una grave infiammazione del bulbo oculare, solitamente secondaria ad interventi chirurgici o ad infezioni oculari.
Alcuni pazienti sono particolarmente a rischio a causa delle condizioni generali di salute (es. diabete).
Si manifesta con calo del visus, dolore eventualmente irradiato anche alla regione periorbitaria, fotofobia e intenso rossore dell'occhio. Spesso è anche accompagnata da secrezione mucopurulenta. Non sono tuttavia rari i casi in cui mancano uno o più di tali sintomi.
Il rischio è quello di subire una riduzione visiva in seguito a lesione di una o più strutture oculari e, nei casi più gravi, si potrebbe andare incontro a perdita dell'occhio. A seconda della gravità dell'infezione e del tempo trascorso tra l'intervento (nei casi di endoftalmite postchirurgica) e l'endoftalmite, il chirurgo oculista può scegliere tra la sola iniezione di antibiotici o l'intervento.